# Jan Kubiš
Jan Kubiš (24. června 1913 Dolní Vilémovice – 18. června 1942 Praha) byl československý voják, za druhé světové války příslušník československé zahraniční armády ve Velké Británii, hrdina protinacistického odboje a jeden z parašutistů, který v rámci Operace Anthropoid společně s Jozefem Gabčíkem úspěšně provedl roku 1942 útok na zastupujícího říšského protektora Reinharda Heydricha.

## Mládí

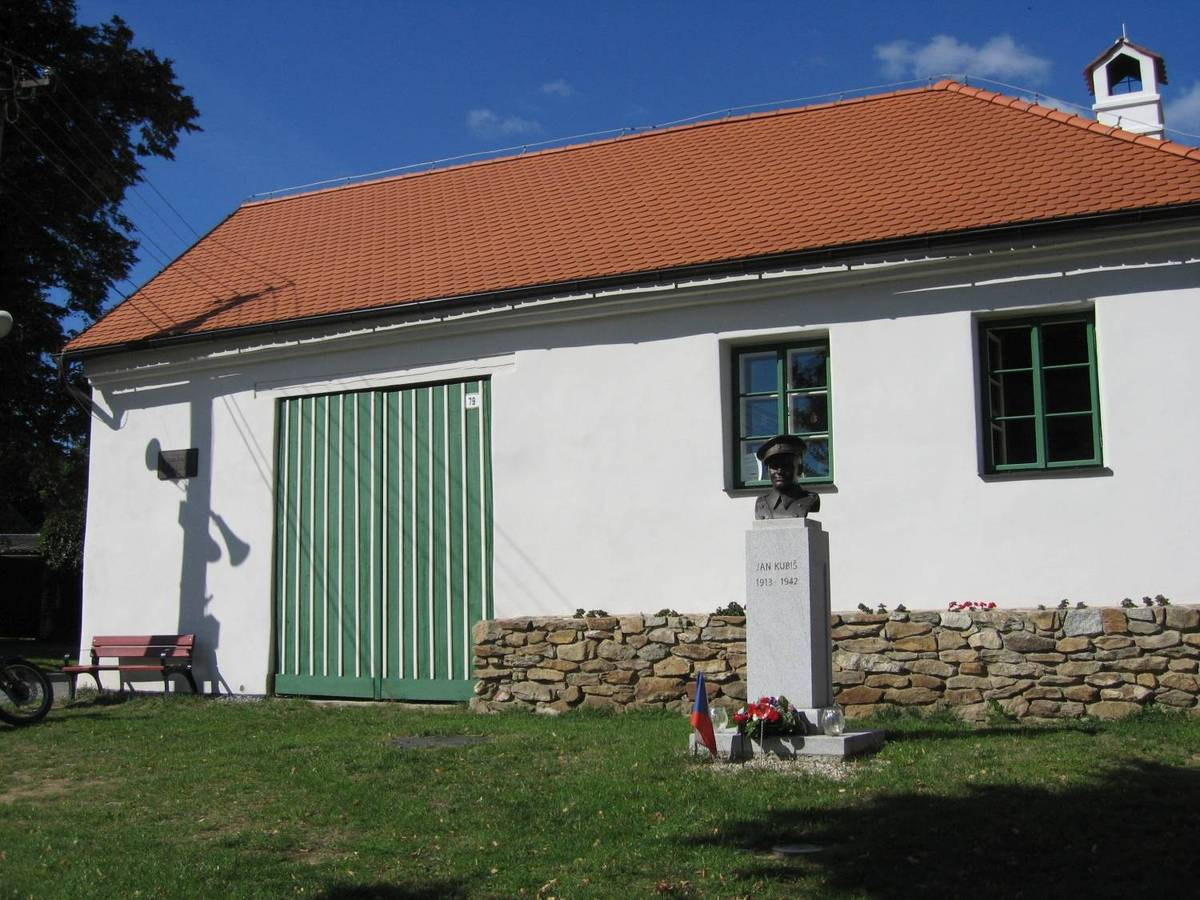
Pomník Jana Kubiše před jeho rodným domem v Dolních Vilémovicích

Narodil se v Dolních Vilémovicích č. p. 79 v okrese Třebíč v rodině Františka Kubiše a Kristiny, rozené Mityskové. Jeho otec, chudý obuvník šijící pro třebíčskou továrnu, pocházel z Horních Radslavic č. p. 14, kde později v rodném domě žila jeho sestra Aloisie Lišková. Jan Kubiš měl pět vlastních sourozenců, dva však zemřeli. Matka zemřela, když mu bylo šest let. Vdovec František se v roce 1920 znovu oženil s vdovou Marií Dusíkovou, rozenou Čechovou, která měla již čtyři děti. Z nového manželství vzešly další čtyři děti a rodina pak žila v Dolních Vilémovicích v domě č. p. 71. Ten byl však pro stále se rozrůstající rodinu brzy příliš malý a sedmiletého Jana si proto k sobě na podzim roku 1919 vzali sourozenci jeho matky, Josef a Bernarda Mityskovi z nedalekého Ptáčova. Zde Jan zůstal do svých 14 let.
Po absolvování povinné školní docházky pracoval jako čeledín v Rudíkově, kde byl aktivním členem tělovýchovné organizace Orel, a jako topič v cihelně. Dne 1. října 1935 byl povolán k výkonu základní vojenské služby a nastoupil k 31. pěšímu pluku "Arco" do Jihlavy. Jako absolvent poddůstojnické školy dosáhl hodnosti desátníka a byl převelen do Znojma. Poté, již jako délesloužící, byl převelen do 34. pěšího pluku "Střelce Jana Čapka" v Bruntále, službu vykonával u podřízeného strážního praporu v Litultovicích. Zde byl povýšen do hodnosti četaře. Při mobilizaci sloužil jako zástupce velitele čety v lehkých opevněních na Opavsku. Po demobilizaci byl 19. října 1938 z armády propuštěn a vrátil se zpět do Dolních Vilémovic, kde pracoval opět jako topič v cihelně.

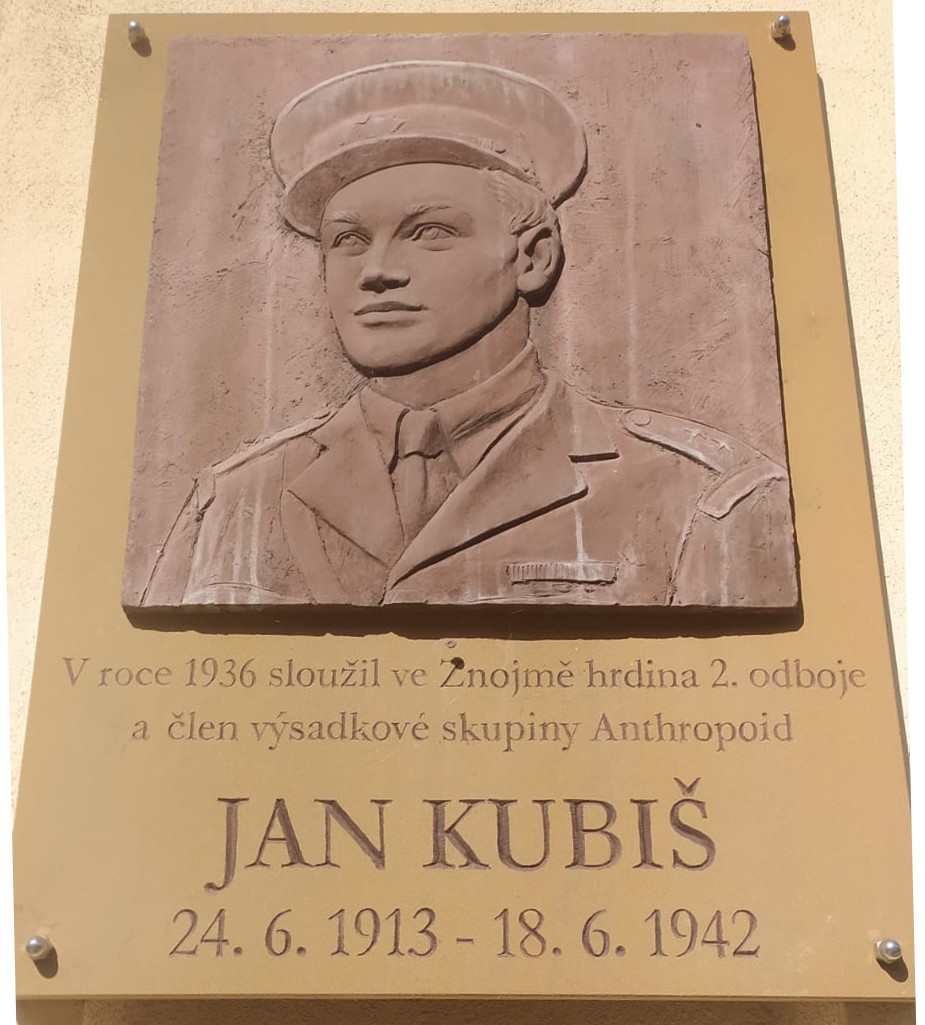
Pamětní deska ve Znojmě, ulice Jarošova 1335

Na orlovně v Rudíkově je umístěna jeho pamětní deska Jana Kubiše. Jeho jméno nese orelská župa Kubišova, která byla založena v roce 1990.

## V exilu
Dne 16. června 1939 ilegálně přešel státní hranice do Polska, kde se připojil ke vznikající československé vojenské jednotce v Krakově. Po krátkém pobytu v táboře Malých Bronovicích byl 28. července 1939 přepraven s transportem na lodi Chrobry do francouzského Alžíru, kde 2. srpna vstoupil s pětiletým závazkem do Francouzské cizinecké legie a byl přiřazen k výcvikové jednotce 1. pluku v Colomb Bechár a Sidi Bel Abbes. Po vypuknutí 2. světové války byl závazku v legii zbaven a byl prezentován v Agde a zařazen k 2. pěšímu pluku. V jeho řadách se účastnil bojů na Loiře, za které dostal francouzský válečný kříž. 22. prosince 1939 byl povýšen na rotného.
Po porážce Francie byl 13. července 1940 egyptskou lodí Rod el Farag evakuován do Anglie. A tam zařazen k 1. pěšímu praporu čsl. smíšené brigády. V únoru 1941 absolvoval kurz pro rotmistry pěchoty a v březnu 1941 byl povýšen do hodnosti rotmistra. V prosinci 1940 se přihlásil do výcviku pro speciální úkoly. Od 15. srpna do 27. prosince 1941 absolvoval parakurz, kurz střelby, kurz pro práci s výbušninami a kurzy sebeobrany a řízení motorových vozidel. Mezitím byl na žádost rtm. Gabčíka zařazen do výsadku Anthropoid, kde nahradil zraněného rtn. Svobodu.

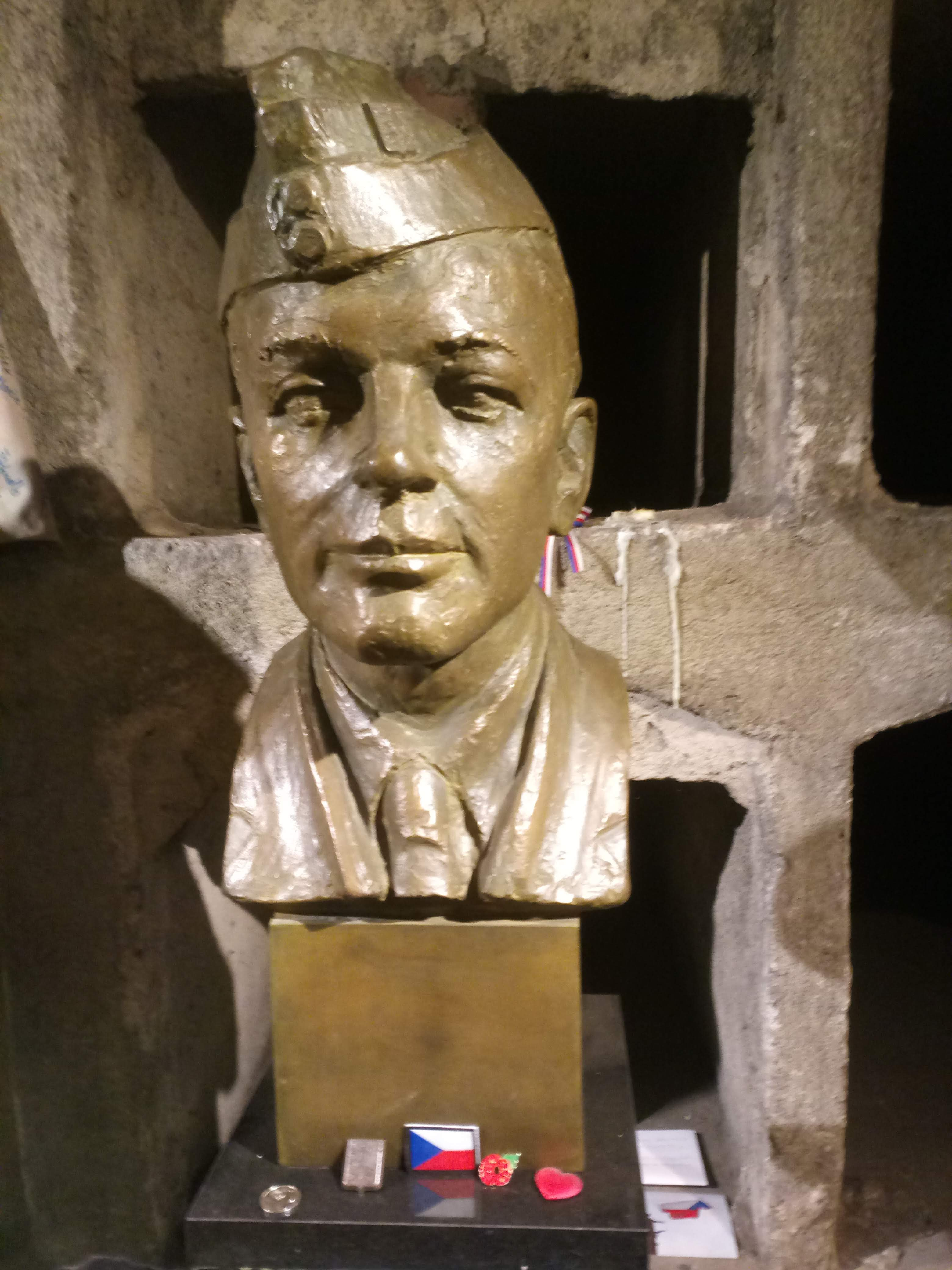
Busta v kryptě kostela sv. Cyrila a Metoděje v Praze

## Přítelkyně
Kamarádi Gabčík a Kubiš v Anglii chodili rok se sestrami Ellisonovými, Gabčík s Lornou (16 let) a Kubiš s Ednou (14 let). Rodina z malého města Whitchurch parašutisty, adoptovala‘, měli zde i svůj pokoj. Oba parašutisté mají dnes v obci Ightfield pamětní desku na hrobě rodiny Ellisonových.
Po seskoku a návratu do vlasti měl důvěrný vztah s Marií Žilanovou, což je zjevné z dopisu který ji poslal 12. května 1942. Vážnou známost udržoval Jan Kubiš také s Marií Kovárníkovou, u níž prožil poslední noc před odchodem do kostelní krypty.

## Nasazení
Dne 29. prosince 1941 byl Kubiš pod krycí identitou Otto Strnad společně s Jozefem Gabčíkem vysazen v protektorátu. Vinou navigační chyby seskočili u obce Nehvizdy ve středních Čechách, přičemž plánované místo seskoku byly 100 km vzdálené Ejpovice u Plzně.
Josef Gabčík se při seskoku zranil na noze. Operační výstroj a sabotážní materiál ukryli v boudě zahradníka Antonína Sedláčka, kde přečkali noc. Kubiš se ráno obrátil na místního faráře Františka Samka s prosbou o pomoc s tím, že se vrací z práce v Říši a zabloudil. František Samek (30. dubna 1892, Třebíč – 25. června 1961, Nehvizdy) mu ukázal na mapě, kde se nachází, a dal kontakt na Františka Kroutila. Oba parašutisté se vydali vlakem z nejbližší vlakové stanice Mstětice na kontaktní adresu do Rokycan, kde se jich na noc ujal Václav Stehlík (bezpečnostní heslo "Pozdrav od Hradeckého"). Druhý den oba odvezl do Plzně k policejnímu inspektoru Václavu Královi. Ten jim dal kontakt na Jana Bejbla s Plzně, který jim poskytl adresu poštovního úředníka z Prahy Václava Růtu. Za pomoci starosty Radobyčic Karla Baxy zajistil oběma parašutistům nové falešné doklady na jména Otto Strnad (Jan Kubiš) a Zdeněk Vyskočil (Jozef Gabčík) a přes svého bratrance Ladislava Krále také obstaral pro oba pracovní knížky, bez kterých se v protektorátu nedalo pohybovat. Zatímco si Gabčík léčil zranění, Jan Kubiš v Praze navázal kontakt s odbojem a zajistil přesun materiálu z Nehvizd do Prahy přes pekaře Františka Kroutila z Nehvizd, Břetislava Baumana z Horoušan a Jaroslava Starého z Šestajovic.
Gabčík se záhy vydal za Kubišem do Prahy. Václav Růta oba seznámil s Janem Zelenkou-Hajským, přes kterého navázali spojení se sokolskou odbojovou organizací JINDRA. Ten postupně vytvořil se svou skupinou "ŘÍJEN" nejužší sokolskou odbojovou síť kolem příprav výsadku Anthropoid. Mezi jeho nejbližší spolupracovníky kromě Václava Růty patřili ještě Václav Novák, František Pecháček, Jaroslav Piskáček, Petr Fafek, František Hejl, Antonín Oktábec, Bohuslav Strnad, Jaroslav Smrž, Václav Smrž, Emanuela Khodlová (roz. Smržová), Václav Khodl a Marie Moravcová s celou rodinou. Sokolský odboj jim zajistil ubytování, falešné doklady i lékařské zprávy k pracovní neschopnosti  (Alexandr Miniv, MUDr. Stanislav Hrubý, MUDr. Břetislav Lyčka), potravinové lístky i náhradní oblečení a vybavení. Zásadní byly informace o pohybu R. Heydricha v Praze. Klíčovou osobou byl František Šafařík, bývalý žák Zelenky-Hajského, který přes Marii Kovárníkovou a Ludmilu Soukupovou dodával pravidelně informace, kdy a jak se dopravuje Heydrich na Pražský hrad. Jakožto příslušní hradní protiletecké služby měl po areálu hradu volnější přístup. Díky němu oba parašutisté získali přehled o jeho vozech i doprovodu. Jan Zelenka-Hajský zajistil setkání obou parašutistů i s dalšími odbojáři, včetně Ladislava Vaňka a Vladimíra Krajiny. Dne 21. března 1942 se Kubiš s Gabčíkem setkali i s Václavem Morávkem, který ale téhož dne večer při boji s gestapem padl.
Po dobu jejich pobytu v Praze je na strategická místa doprovázely Marie Kovárníková se sestrou Ludmilou Soukupovou a také s Annou Malinovou, případně jejich doprovod a odbojové spojky kromě jiných zastávaly i sestry Rela a Liběna Fafkovy.
V zimě a na jaře roku 1942 se Jan Kubiš a Jozef Gabčík scházeli s odbojáři na strašnickém statku bratrů Jiřího a Miloslava Vojtěchovských, několikrát zde i přespali.
Na jaře 1942 probíhaly schůzky Kubiše a Gabčíka s odbojáři v Uhříněvsi v bytě pplk. Václava Nováka, kde i minimálně jednou přespali. V okolí kóty Jankov v blízkosti rozcestí u Tří kamenů připravovali dopadové a doskokové plochy pro shození materiálu a vysazení dalších parašutistů z Anglie. Na přípravách se podíleli například Oldřich Frolík či kpt. Karel Pavlík. V březnu dvakrát marně čekali na přílet letadla. Doskokové plochy v okolí Uhříněvsi nakonec využity nikdy nebyly.
Během jara 1942 začali v Praze operovat i parašutisté z výsadků Silver A, Out Distance, TIN, ZINC a BIOSCOP. Byli v pravidelnějším kontaktu s Josefem Valčíkem (Silver A) a Adolfem Opálkou (Out Distance). Jan Kubiš se s Opálkou, Valčíkem a Čurdou účastnili navigační podpory akce CANONBURY, při níž britské letectvo bombardovalo 26. dubna Škodovy závody. Tato operace skončila neúspěchem.
Poté se Gabčík s Kubišem začali opět podrobně zabývat plánem na atentát. Na plánování a přípravě se podílel úzký okruh odbojářů kolem Jana Zelenky-Hajského. Původní rozkazy s účastí domácího odboje nepočítaly, ovšem bez jeho podpory by nakonec nebylo možné uskutečnit ani atentát, ani záchranou síť ubytování pro ostatní výsadkové skupiny. Gabčík s Kubišem o svém úkolu dalším zástupcům domácího odboje nic neprozradili, ovšem ti odhadli, že se připravuje akce, která by mohla mít dalekosáhlé následky pro obyvatelstvo. Prostřednictvím vysílačky Libuše se Vaněk s Krajinou pokoušeli přimět politické a vojenské vedení v Londýně, aby příkaz k atentátu zrušilo. To se však nestalo. Gabčík a Kubiš provedli řadu pozorování a pomocí informací dodaných učitelem Zelenkou připravili plán atentátu. K útoku byla zvolena ostrá pravá zatáčka z tehdejší Kirchmayerovy třídy (v současnosti ulice Zenklova) do ulice V Holešovičkách v Praze-Libni, kudy od Velikonoc každodenně Heydrich projížděl autem do své kanceláře na Pražském hradě a kde musel jeho řidič automobil výrazně zpomalit.

### Atentát, úkryt a boj v kostele

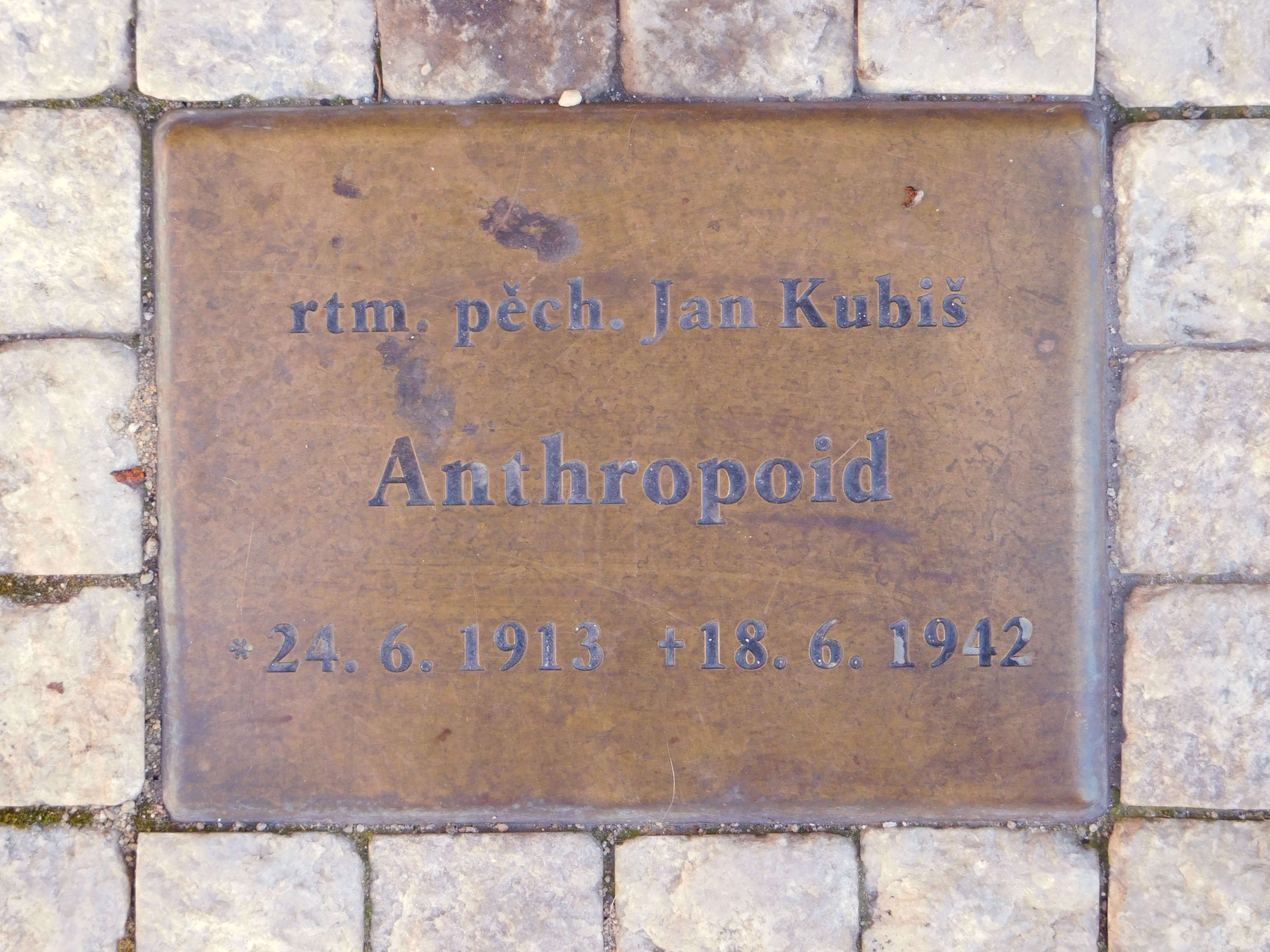
Pamětní deska J. Kubiše na chodníku ve Václavské ulici na místě, kam bylo položeno jeho tělo

Heydrich měl být podle původního plánu zabit Gabčíkem střelbou ze samopalu Sten Gun MK FF 209. Zbraň se však zasekla, a proto Kubiš použil předem připravený modifikovaný protitankový granát vzor 73. Při explozi granátu byl Kubiš zraněn nad levým okem. Z místa atentátu uniká Jan Kubiš na kole. V Primatorské ulici (dnes Zenklova) srazí v blízkosti libeňské sokolovny chodkyni. Krvácí a kolo poté zanechává opřené u prodejny obuvi Baťa na rohu Primatorské a Slavatovy ulice (dnes ulice U Synagogy). Dobíhá do bytu Novákových, kde ho paní Nováková provizorně ošetří a dá mu čistou košili. Pro kolo posílá dceru, čtrnáctiletou Jindřišku, která kolo přivede a později ho vyzvedne syn Jaroslava Piskáčka Miroslav, který ho vrátí původnímu majiteli Jaroslavu Smržovi.
Noc z 27. na 28. května přečká Jan Kubiš u Piskáčků v ulici Na Břehu v pražských Vysočanech.
Spolu s dalšími parašutisty se Jan Kubiš poté skryl v podzemních prostorách pravoslavného kostela sv. Cyrila a Metoděje v Resslově ulici, odkud je měl Vojtěch Paur vyvézt vozem mimo město. 30. května navštívil s Gabčíkem v doprovodu sester Fafkových pražské kino Flora, aby shlédli zpravodajský deník.  Na doporučení Mudr. Soběslava Sobka si nechal Jan Kubiš ošetřit poraněné oko od oční lékařky Mudr. Milady Frantové, která za ním následně do kostela docházela a léčbu kontrolovala. 15. června 1942 se Jan Kubiš sešel se svým bratrem Jaroslavem Kubišem a jejich kamarádem Aloisem Denemarkem, jehož rodina skrývala v Dolních Vilémovicích Františka Pospíšila, člena výsadku Bivouac. Žádali pro Pospíšila úkryt v Praze, s čímž ale Jan Kubiš nesouhlasil.
Němci po udání konfidenta Čurdy ze dne 16. června 1942 a následných výsleších spolupracovníků parašutistů úkryt vypátrali a 18. června 1942 na kostel zaútočili. Během tohoto útoku společně s dalšími dvěma výsadkáři, A. Opálkou a J. Bublíkem, bojoval Jan Kubiš proti útoku fašistů na kůru. Po výbuchu granátu upadl do bezvědomí, proto na rozdíl od Opálky a Bublíka nebyl schopen si sám vzít život a na následky vykrvácení zemřel až v lazaretu SS v Podolí. Poté bylo jeho tělo přivezeno zpět ke kostelu sv. Cyrila a Metoděje a položeno na chodník na rohu Václavské a Resslovy ulice, kde bylo identifikováno mimo jiné Karlem Čurdou. Nakonec, stejně jako těla ostatních výsadkářů, bylo dopraveno do německého Ústavu stavu soudního lékařství v Praze (dnes Ústav patologie 1. LK UK a VFN, ve Studničkově ulici) pro účely další identifikace (převážně rodinnými příslušníky) a pitvy. Hlava byla oddělena od těla, tělo pak uloženo do hromadného hrobu na hřbitově v Ďáblicích. Hlava, stejně tak jako hlava Jozefa Gabčíka, byla zakonzervována, naložena jako "mokrý preparát" do skleněné dózy a uložena ve velké pitevně německého Ústavu soudního lékařství až do 20. dubna 1945. Po válce byla nejspíš odvezena do Německa, jednoznačné důkazy však neexistují.
V roce 1942 byl Jan Kubiš in memoriam povýšen do hodnosti poručíka pěchoty.

## Německá odplata

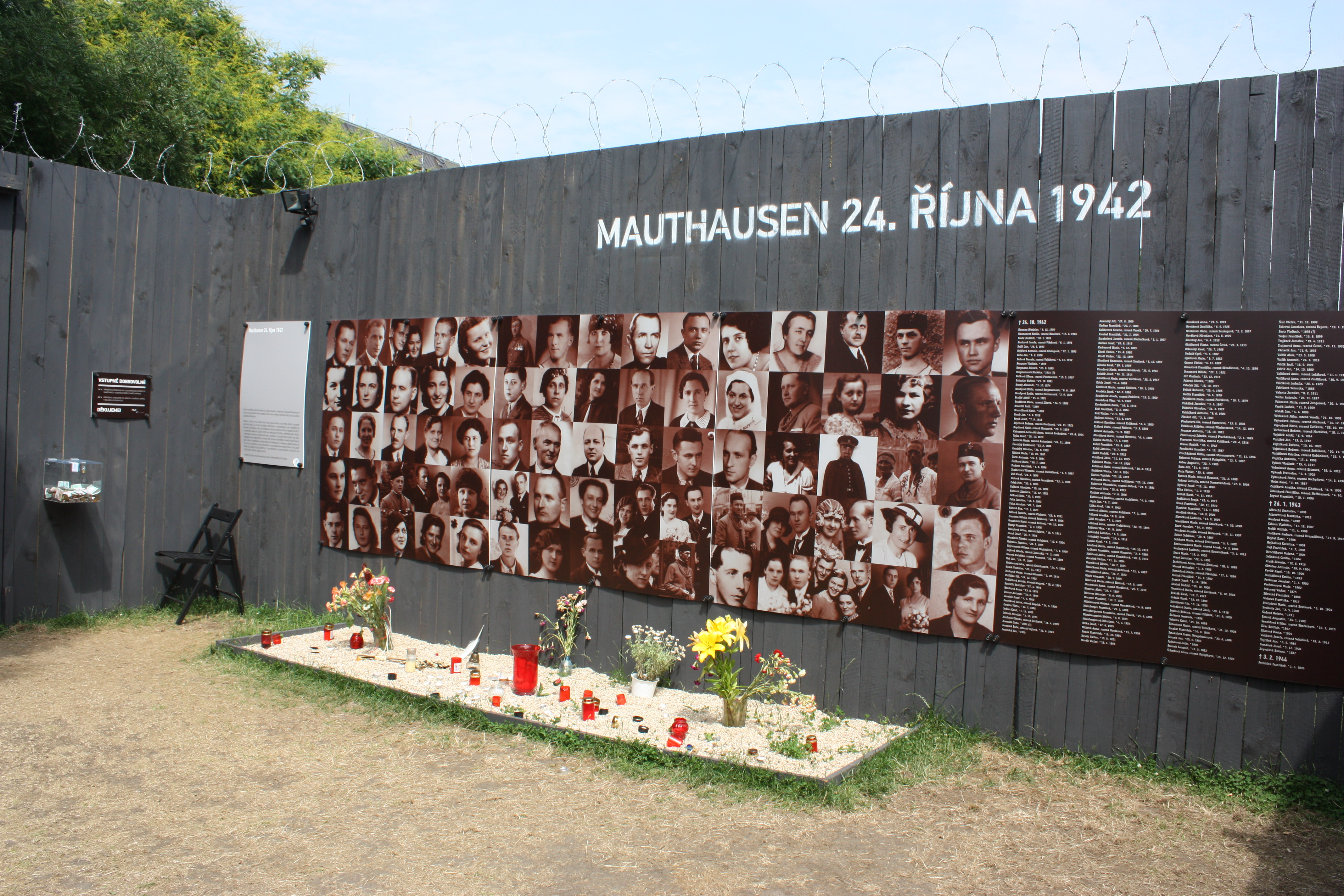
Příbuzní parašutistů a jejich spolupracovníci v počtu 254 osob byli hromadně popraveni 24. října 1942

Z jeho široké rodiny bylo postupně zatčeno 250 lidí, nejvíce z Dolních Vilémovic a Horních Radslavic. Nejbližší rodina byla pak odeslána do koncentračního tábora Mauthausen. Z jeho příbuzných byli popraveni 24. října 1942 společně se spolupracovníky parašutistů a rodinou parašutisty Valčíka:
- František Kubiš (* 1887) – otec Jana Kubiše
- Rudolf Kubiš (* 1912) – bratr
- Marie Kubišová roz. Kučerová (* 1912, Okřešice)[20] – manželka Rudolfa
- Františka Právcová rozená Kubišová (* 1915) – sestra
- Rudolf Právec (* 1912) – manžel Františky
- Jaroslav Kubiš (* 1916) – bratr
- Marie Kubišová (* 1920) – sestra z 2. manželství otce
- Vlasta Kubišová (* 1924) – sestra z 2. manželství otce
- Jitka Kubišová (* 1925) – sestra z 2. manželství otce, všichni Dolní Vilémovice
- Aloisie Lišková rozená Kubišová (* 1881) – teta, žijící v rodném domě otce v H. Radslavicích
- Josef Liška (* 1903) – bratranec, žijící v rodném domě otce v H. Radslavicích
- Anežka Lišková (* 1915) – sestřenice, žijící v rodném domě otce v H. Radslavicích
- Jan Lapeš (* 1909) – bratranec
- František Novák (* 1884) strýc (manžel zemřelé sestry matky), žijící v Šemíkovicích[21]

Německou odplatu z vlastní rodiny Františka Kubiše přežila jen jeho druhá manželka Marie, nezletilý syn František (* 1928) a dcera Anežky Liškové, syn Rudolfa Právce a syn Rudolfa Kubiše.
Kněz Jan Dokulil pomáhal rodinám příbuzných atentátníka Jana Kubiše za stanného práva.

## Po válce

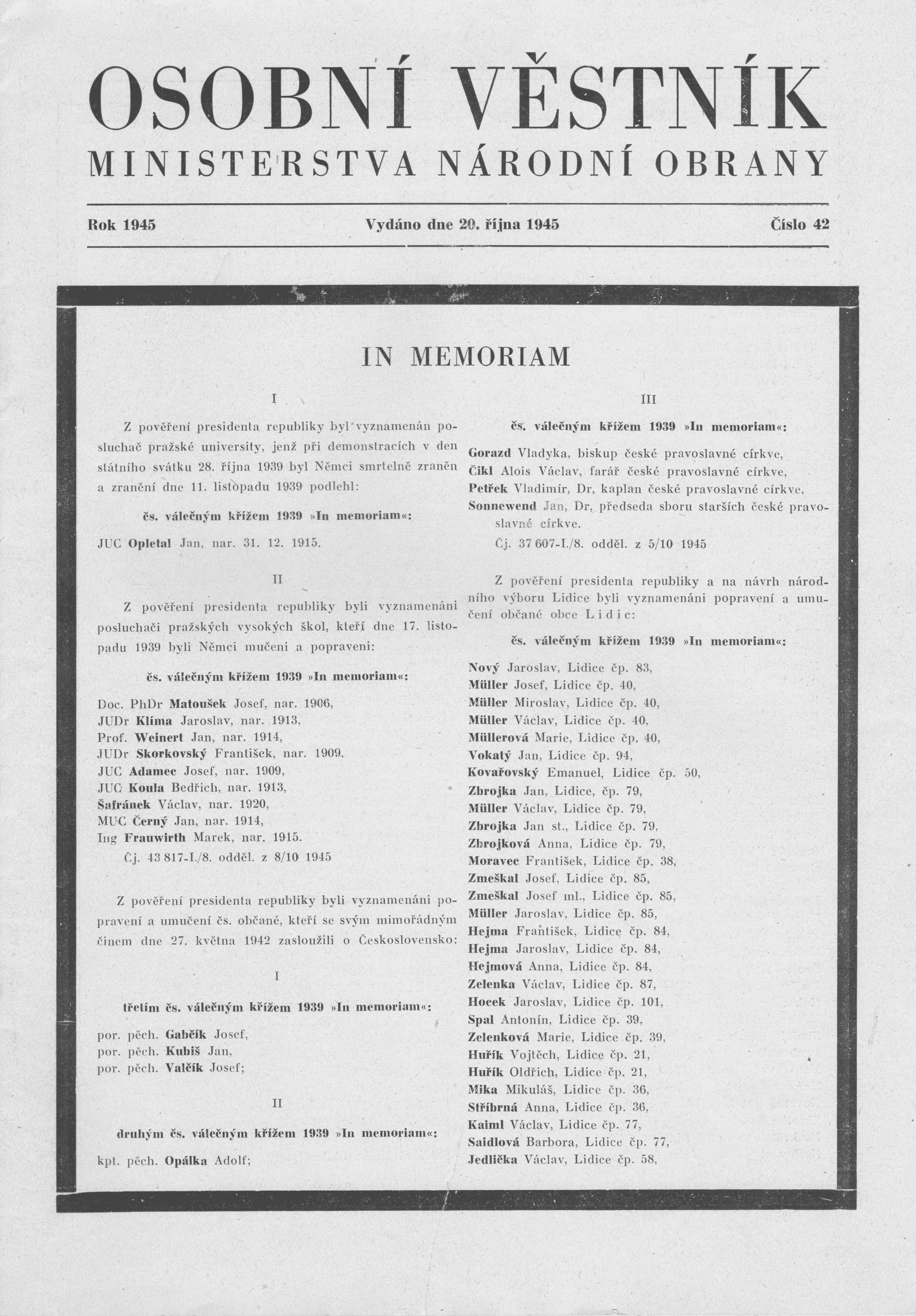
Osobní věstník MNO číslo 42 ze dne 20. října 1945 – titulní strana: udělení Československého válečného kříže 1939–1945

V roce 1945 byl in memoriam povýšen na kapitána pěchoty. Jeho jméno nese ulice v městské části Praha 8, nedaleko od místa atentátu, dále jeho jméno nesou též ulice v několika dalších městech a obcích, vesměs spjatých s atentátem, např. v Nehvizdech, Horoušanech, v Třebíči, Pardubicích, Moravském Krumlově atd. Pamětní deska s jeho jménem je umístěna na Orlovně v Rudíkově jeho jméno se nachází na pamětní desce na pravoslavném kostele sv. Cyrila a Metoděje v Resslově ulici a je též na pomníku obětem světových válek (na části věnované obětem druhé světové války odhalené v roce 1965) v Dolních Vilémovicích.
Pamětní kámen z roku 2018 na nároží Resslovy a Václavské ulice v Praze se nachází na místě, kam bylo položeno tělo parašutisty poté, co sem bylo umístěno k identifikaci. Na místě je celkem sedm destiček parašutistů, kteří padli v boji v kostele sv. Cyrila a Metoděje. Osmá destička nese jméno Jana Milíče Zelenky, který spáchal sebevraždu v záběhlickém "Husově háji" a jehož tělo sem bylo převezeno k dodatečné identifikaci.
V rodné obci má také na obecním úřadě pamětní desku, pamětní síň a usiluje o opravu rodného domu čp. 79 pro nové umístění expozice. 30. června 2002 byl in memoriam povýšen do hodnosti plukovníka.
Část jeho pozůstalosti a pozůstalosti po dalších parašutistech je vystavena v Armádním muzeu na Žižkově a v Národním památníku hrdinů heydrichiády při pravoslavném chrámu sv. Cyrila a Metoděje v Praze.
V Třebíči žil do roku 1981 Kubišův synovec Rudolf Kubiš (prvorozený syn jeho bratra Rudolfa Kubiše), který byl duševně nemocný. V dětství byl vězněn v koncentračním táboře.
V Dolních Vilémovicích byli v roce 2018 objeveni příbuzní Jana Kubiše, jde o potomky jeho polorodého bratra Jiřího Dusíka a jejich rodiny.

### Rodný dům, busta, muzeum
Koncem června 2013 v Dolních Vilémovicích na Třebíčsku byl po náročné rekonstrukci slavnostně otevřen rodný dům Jana Kubiše ku příležitosti stého výročí, které uplynulo od jeho narození. Na rekonstrukci (v hodnotě 3,4 milionu korun) se podíleli místní mladí dobrovolníci, financována byla z veřejné sbírky, do které svými úspory přispěl i jeho kamarád Alois Denemarek. V objektu je umístěno muzeum s dobovými fotografiemi, dokumenty, s částí Kubišovy uniformy a s oblekem, ve kterém byl Jan Kubiš po atentátu nacisty dopaden v úkrytu. Jsou vystaveny i artefakty, které při opravách dělníci našli ukryté v tajné schránce pod schody. Před rodným domem byla zároveň slavnostně odhalena busta Jana Kubiše (od sochaře Stanislava Františka Müllera).
Dne 24. října 2015 byla před rodným domem Jana Kubiše v Dolních Vilémovicích čp. 79 na Třebíčsku slavnostně odhalena definitivní podoba jeho busty a zároveň byla v domě otevřena nová expozice mapující celý jeho život (od dětských let až po smrt v kryptě kostela sv. Cyrila a Metoděje v Resslově ulici v Praze). Expozici připravil kurátor sbírek Vojenského historického ústavu Praha Zdeněk Špitálník. Busta je dílem sochařské dvojice: Bohumíra Smolejová a Stanislav František Müller.

## Vyznamenání
- 1940  Croix de guerre 1939–1945 (Francie)
- 1940  Československý válečný kříž 1939
- 1942  druhý Československý válečný kříž 1939
- 1944  Pamětní medaile československé armády v zahraničí se štítky Francie a Velká Británie
- 1945  třetí Československý válečný kříž 1939
- 1947 Certificate of the King's Commendation
- 1949  Československý vojenský řád Za svobodu
- 1968  Čs. vojenský řád bílého lva Za vítězství I. stupně
- 1992  Řád Milana Rastislava Štefánika III. třídy
- 2008  Kříž obrany státu ministra obrany České republiky[36]